# Почётные граждане Новороссийска
Почётный гражданин города Новороссийска — почётное звание города Новороссийска.

## Награждённые
Официальный список почётных граждан города Новороссийска:
1900 год
- Г. С. Голицын — главноначальствующий гражданской частью на Кавказе, князь, генерал от инфантерии, генерал-адъютант.

1905 год
- Е. Н. Волков — Черноморский губернатор (1901—1904), генерал-майор (1901).

1970 год
- В. П. Малинина — заслуженный учитель школы РСФСР (1951).
- В. К. Коккинаки — заслуженный лётчик-испытатель СССР, генерал-майор авиации, дважды Герой Советского Союза.
- Е. Я. Савицкий — заслуженный лётчик-испытатель СССР, маршал авиации, дважды Герой Советского Союза.

1971 год
- П. И. Васев — пенсионер (с 1964), зам. начальника Черноморского пароходства по портам (1954—1961).

1978 год
- В. Ф. Гладков — генерал-майор (1944), командир 318-й Новороссийской стрелковой дивизии, Герой Советского Союза.
- В. В. Кабанов — полковник в отставке, начальник политотдела 117-й гвардейской стрелковой Бердичевской ордена Богдана Хмельницкого дивизии (1944—1945).

1980 год
- А. В. Райкунов — капитан 3 ранга в отставке, командир 5-й боевой группы отряда Цезаря Куникова, участник боев за Новороссийск, Герой Советского Союза.

1997 год
- Т. А. Мартиросян — пенсионер, бывший начальник Новороссийского морского торгового порта.
- Г. М. Цеханский — генеральный директор ОАО "Гостиничный комплекс «Новороссийск», заслуженный работник ЖКХ РФ.
- А. Э. Зубков — командир 394-й батареи гвардейского Новороссийского артиллерийского дивизиона НВМБ, участник боёв за Новороссийск.
- Г. Е. Ерёмин — начальник новороссийского лесного порта, заслуженный работник лесной промышленности РФ.
- Н. Н. Клочко — директор винсовхоза Абрау-Дюрсо.

1998 год
- Л. К. Крыштын — главный инженер новороссийского морского пароходства, заслуженный работник транспорта РФ.
- В. А. Лесик — начальник юнармейского поста № 1, отличник народного просвещения РФ.
- Б. Х. Пупко — руководитель строительно-монтажного управления (Трест № 12) Главспецстроя СССР, 395 военно-строительное управление, войсковая часть 02461.
- Л. Л. Ясуд — Герой труда Кубани, заслуженный строитель России и Кубани.

2005 год
- К. Н. Ковлакас — генеральный директор ЗАО «Лукойл — Черноморье», заслуженный работник транспорта Российской Федерации.

2006 год
- Н. Э. Клочко — депутат городской Думы МО город-герой Новороссийск.
- О. О. Аваков — помощник главы администрации МО город-герой Новороссийск.

2007 год
- В. А. Голиков — помощник Генерального секретаря ЦК КПСС Л. И. Брежнева. Почётное звание присвоено посмертно.

2008 год
- В. А. Черноситов — начальник УВД города Новороссийска.
- Н. К. Божененко — скульптор, участник боёв за Новороссийск

2009 год
- В. И. Синяговский — глава администрации МО город Новороссийск.
- Л. А. Косторнова — депутат городской Думы МО город Новороссийск.

2011 год
- Ю. А. Агафонов — начальник Краснодарского университета МВД России, генерал-лейтенант полиции.
- Г. Н. Федченко — пенсионер, бывший вице-президент ОАО «Новороссийское морское пароходство».

2012 год
- И. И. Брамник — пенсионер, ветеран ВОВ, бывший председатель Новороссийского городского комитета ветеранов войны и военной службы (2001—2005 гг.).
- В. А. Солдатов — пенсионер, бывший председатель Новороссийского городского Совета народных депутатов (1980—1987 гг.).

2013 год
- А. Д. Астадурьян — пенсионер, помощник главы муниципального образования город Новороссийск по энергоснабжению.
- Л. В. Романова — бывший генеральный директор ООО «Радио и телевидение Новороссийска». Почётное звание присвоено посмертно.
- О. А. Сычеников — пенсионер, первый начальник Новороссийского морского пароходства (1967—1977 гг.).

2014 год
- Е. М. Зенин — пенсионер, бывший секретарь Новороссийского ГК КПСС (1975—1983), бывший помощник главы МО город Новороссийск.

2015 год
- А. А. Москалец — пенсионер, участник боев за освобождение города Новороссийска.
- Ю. М. Бекрин — депутат городской Думы МО город Новороссийск V созыва, заслуженный строитель Российской Федерации.
- В. Н. Шейко — директор ГОУ «Новороссийский колледж строительства и экономики», депутат городской Думы МО город Новороссийск V созыва.